# Săbolciu
Săbolciu – wieś w Rumunii, w okręgu Bihor, w gminie Săcădat. W 2011 roku liczyła 768 mieszkańców.